# Tiber Film
La Tiber Film è stata una casa cinematografica italiana attiva all'epoca del cinema muto.

## Storia
Fu fondata a Roma nel 1914 dall'avv. Gioacchino Mecheri. Dotata di teatri di posa che sorgevano alla Pineta Sacchetti, la Tiber divenne rapidamente una delle maggiori case di produzione cinematografica romane, e si impose anche a livello nazionale facendo concorrenza anche a compagnie di altre città, soprattutto quelle torinesi.
Di prim'ordine il cast artistico attivo nella casa nel corso degli anni, in cui spiccavano alcune importanti personalità del cinema dell'epoca, come i registi Emilio Ghione (tra i primi ad essere scritturato dalla Tiber), Baldassarre Negroni, Gennaro Righelli e Mario Caserini; attori come Alberto Collo, Andrè Habay, Ferdinand Guillaume, Ignazio Lupi, Tullio Carminati e Lucio Ridenti; attrici come Hesperia, Diomira Jacobini, Ida Carloni Talli, Kally Sambucini.
Nel 1918, la compagnia passò sotto la presidenza al conte Enrico di San Martino Valperga, e si affiliò alla Film d'Arte Italiana. L'anno successivo entrò a far parte del consorzio UCI.
La casa fu attiva fino al 1922, e seguì le sorti dell'UCI che l'anno seguente venne posta in liquidazione.   
Tra le produzioni più significative della Tiber vi furono i film della serie Za-la-Mort e quelli della serie Polidor, ed altri titoli come: Guglielmo Oberdan (1915), Ciceruacchio (1915), La signora delle camelie (1915), I briganti (1916), Alla Capitale! (1916), Nella città eterna (1916), Il filo della vita (1917), Resurrezione (1917), La signora delle perle (1918), Israel (1919), Le avventure di Doloretta (1919), La vergine folle (1920), Il figlio di Madame Sans Gêne (1921), Senza pietà  (1921).